# 妙因寺 (永登县)
妙因寺，又名大通寺（藏語：ཏེ་ཐུང་དགོན་），位于甘肃省兰州市永登县县城鲁土司衙门西侧，是一座藏传佛教格鲁派寺院。

## 历史
妙因寺位于连城鲁土司衙门旁边。据明朝大通考取科举探花的黄谏所作《景泰元年敕赐大通寺记》载，第三世鲁土司鲁贤的弟弟剌斡罗祝思早年出家，成就很高，又恰逢连年发生旱灾，鲁贤乃在其弟的宅院旁边修建佛寺作为禅修之所，根據《白蓮妙樹寺志》與《安多政教史》中記載，請來據傳是由帝洛巴製作的持金剛像，將其供奉於其宅旁小佛堂。
该寺建于明朝宣德二年（1427年），原被稱為「代塘多杰羌」，明朝正统七年（1442年）请明朝英宗帝钦赐名为“大通寺”（te thung dgong），為瞿曇寺屬寺。
《景泰元年敕赐大通寺记》碑原存鹰王殿，现已无存，碑文收藏在鲁土司衙门博物馆，在大经堂外的墙壁上挂有写有碑文全文的木牌。原文节录如下：
……公之弟刺斡罗祝思自稚年萌善心，早成教戒，行甚谨，而人多敬慕之。比以兹土灾旱相继，遂于所居之旁建寺，以为修禳之所。其工匠之值、木料之具与凡费用之所需皆取给於都督公，而公亦任之不辞，越一载工完，是以大殿山门堂庑库院垣墉堦闼庖溷圊泔靡不备具。而木石瓦瓮，丹垩塗塈，辉焕坚致，莫可比伦。正统壬戌年冬，始请于朝，得赐名为大通寺。具命番僧那尔藏住持领众焚修之，昆季既沐崇异，遂专价求书五大字揭于山门。今年夏五月，复具始末，求记其事。
清朝光绪年间，该寺改称“妙因寺”。
1958 年寺內僧眾被迫離寺，1982 年又重新開放，1996 年，妙因寺作為魯土司衙門的一部分被國務院公佈為第四批全國重點文物保護單位。

## 建築
妙因寺現存建築有山門，以及鷹王殿、金剛殿、塔爾殿、古隆官殿、萬歲殿、禪僧殿、大經堂和多杰羌殿共八座佛殿，其中萬歲殿和多杰羌殿擁有豐富的雕像與壁畫，在佛教藝術與流傳上有重大意義。

### 萬歲殿
建於1427年，康熙年間重修，是妙因寺現存最早建築。坐北朝南，面開三間、進深三間，有副階周匝，重檐歇山頂。現主供佛像為三世佛，原並供有明太祖畫像以及「當今皇帝萬歲萬萬歲」之牌位，故稱為萬歲殿。大殿東、西、北三面有壁畫相連，北壁靠近後門西側為千手千眼觀世音菩薩，東側為千手千缽文殊菩薩畫像，東西壁繪有五尊菩薩裝的密教尊神，而接近大殿入口的南邊繪有四臂大黑天，東壁南邊為寶帳護法，根據繪畫風格和顏料，顯示可能是清末重繪過。殿頂由168塊天花組成，繪有佛像、菩薩像和曼荼羅，根據其繪畫風格推定是明代作品。外壁迴廊也有壁畫，東壁和西壁共同構成一組完整漢地傳統的佛傳故事，以青綠山水畫構圖為主，以樹木、溪流、山來分割故事場景。

### 多杰羌殿
1471年建，位於萬歲殿北方，坐北朝南，又稱為德爾金殿、持金剛殿。坐北朝南，面開三間、進深三間，單簷歇山頂。現供奉釋迦牟尼佛像和文殊、金剛二菩薩像，兩側則以一尊十一面觀音為首，分列菩薩四尊，末端則分別有馬頭明王、閻魔二像；東西北三壁還有小龕，供奉大威德金剛、上樂王佛、四臂觀音菩薩、文殊菩薩、普賢菩薩、吉祥天母、四大天王等銅像，殿內銅像在1958年被破壞，但已重修。東西兩壁靠近門口還有四大天王的壁畫，殿頂與萬歲殿類似，共繪有196個曼荼羅，幾乎涵蓋所有常見尊神題材，如：秘密集會曼荼羅、大威德金剛曼荼羅、十一面觀音曼荼羅、五守護尊曼荼羅、空行母曼荼羅、數種金剛薩埵曼荼羅以及九尊無量壽佛曼荼羅等等，這些繪畫作品，多為清代作品，建築內外還保留了刻有各式花紋、佛像等紋飾的磚雕。